# Lampriformes
Ordre
Les Lampriformes sont un ordre  de poissons marins de la classe des Teleostei.

## Description
Ces poissons sont caractérisés par leurs nageoires sans épines dures (seulement des rayons mous), une mâchoire particulière (chez la plupart des espèces, la maxillaire, au lieu d'être ligamentée à l'ethmoïde et au palais, coulisse avec la prémaxillaire très protractile). Les nageoires pelviennes comportent entre 0 et 17 rayons. La vessie natatoire, quand elle est présente, est physocliste.
Un lampriforme caractéristique aura une silhouette allongée et très comprimée latéralement, avec une bouche anguleuse, un corps argenté et de longues nagoires molles et rouges.
Les lampriformes sont probablement apparus à la fin du Crétacé ; leur nom vient du grec lampris (clair, léger) et du latin -forma, désignant la silhouette aérienne de nombreuses espèces.

## Liste des familles
- Lampridae Gill, 1862
- Lophotidae Bonaparte, 1845
- Radiicephalidae Osório, 1917
- Regalecidae Gill, 1884
- Trachipteridae Swainson, 1839
- Veliferidae Bleeker, 1859

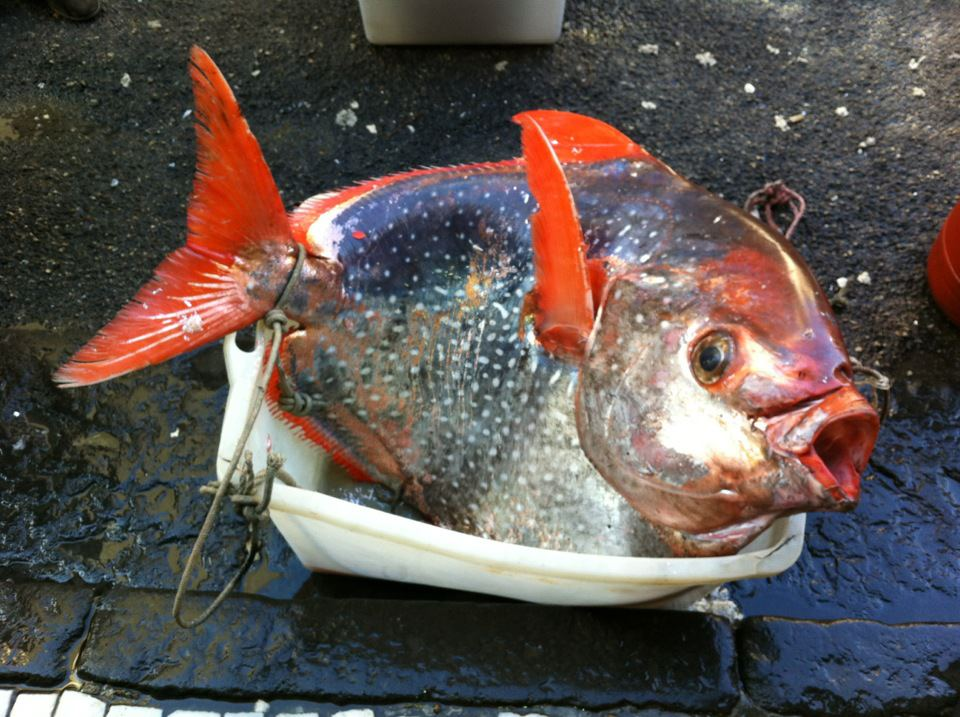
Lampris guttatus (Lampridae)
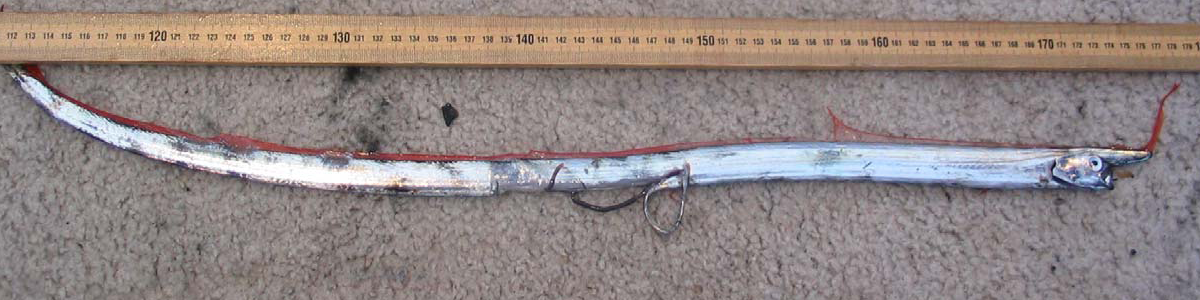
Eumecichthys fiski (Lophotidae)
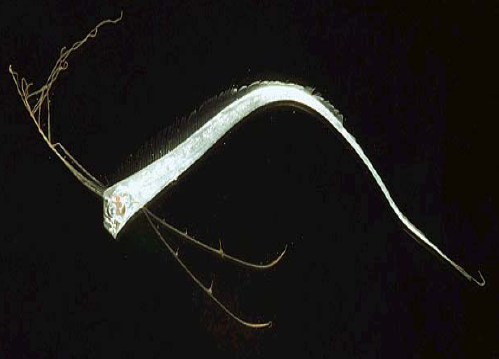
Regalecus glesne (Regalecidae)
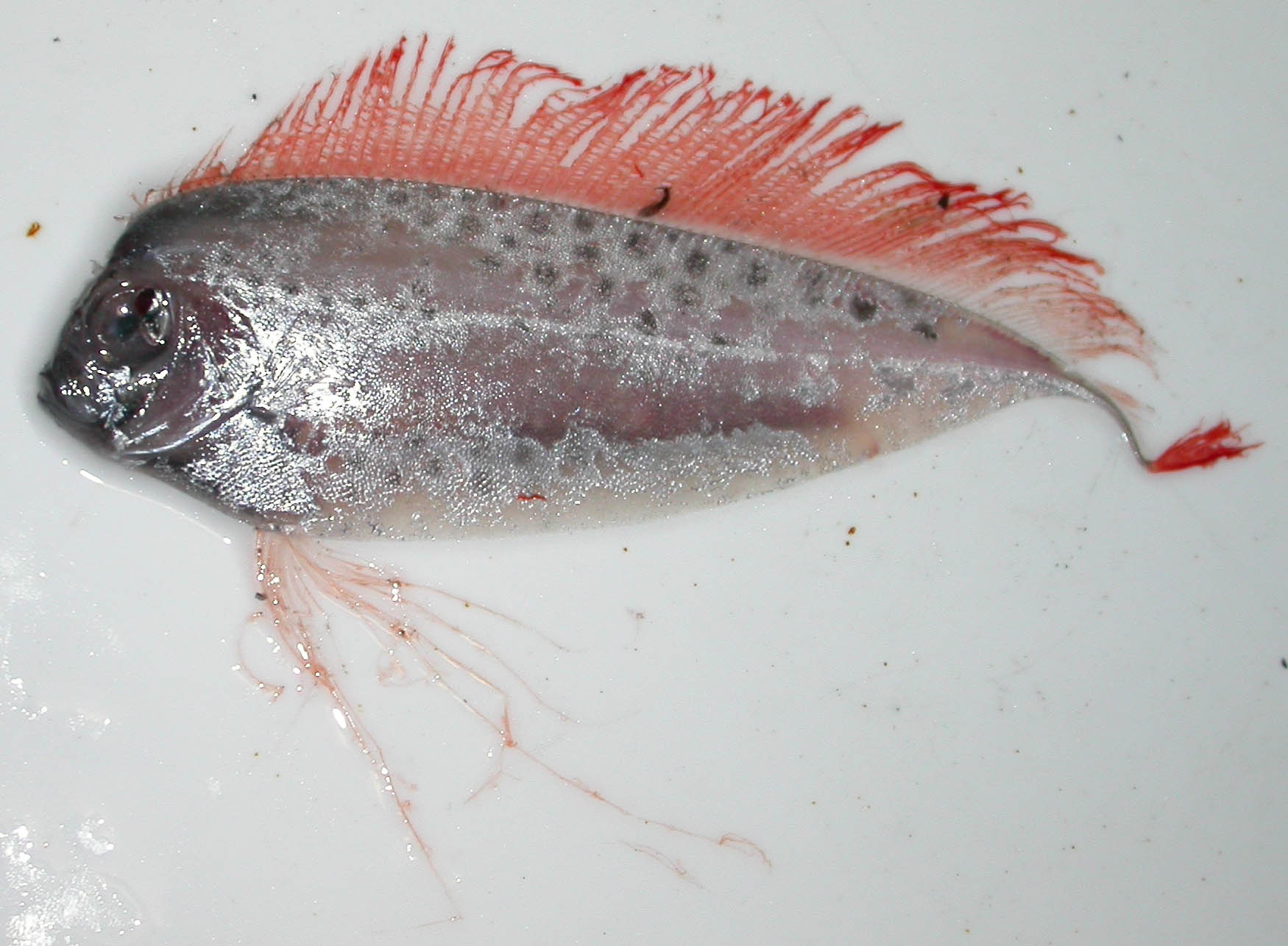
Desmodema polystictum (Trachipteridae)
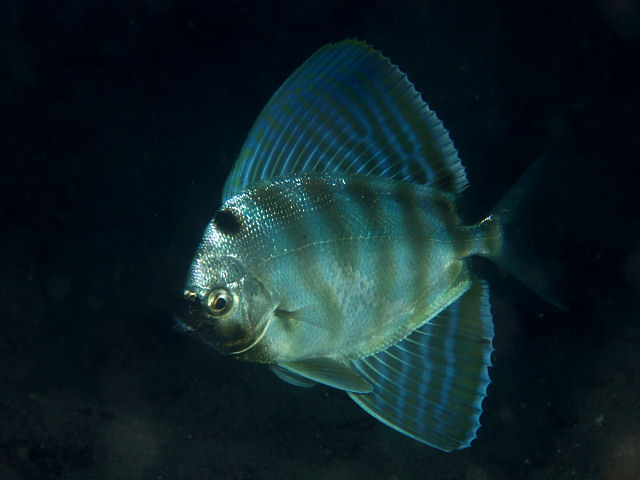
Velifer hypselopterus (Veliferidae)

## Systématique
Le nom valide de ce taxon est Lampriformes.
Ce taxon porte en français le nom vernaculaire ou normalisé suivant : Opah.